# Kuisma Aalto
Kuisma Aalto (ur. 1975 w Turku) – fiński gitarzysta thrashmetalowego zespołu Mokoma. Do zespołu dołączył w 1997 roku.